# Pilotes de F-Zero
 (juin 2018).
Si vous disposez d'ouvrages ou d'articles de référence ou si vous connaissez des sites web de qualité traitant du thème abordé ici, merci de compléter l'article en donnant les références utiles à sa vérifiabilité et en les liant à la section « Notes et références ».

L'univers fictif des courses de F-Zero ne comprenait au départ que quatre pilotes, mais dans un souci de faire évoluer sa série, et lui permettre d'affronter une rude concurrence (WipEout en tête), Nintendo fit passer ce nombre à 30 dès F-Zero X. Si l'on prend en compte les pilotes de F-Zero: Climax, on en dénombre plus de 50, même s'ils sont toujours 30 sur la ligne de départ.
Les pilotes de F-Zero sont motivés pour diverses raisons : rivalités, gloire, argent, dépassement de soi…
Même si une majorité des personnages sont humains, F-Zero compte de nombreux extraterrestres dans ses rangs.

## Pilotes "star" deF-Zero

### Captain Falcon
- Captain Falcon, pilote du Blue Falcon

### DrStewart
- Dr. Stewart, pilote du Golden Fox

Robert Stewart était médecin, mais éprouvait depuis toujours une attirance pour le monde des courses F-Zero. Son père, Kevin Stewart, était inventeur de machines F-Zero et les faisait essayer à son fils.
À la mort de son père, Robert Stewart décida d'arrêter sa carrière de médecin pour se lancer dans les courses de F-Zero, au volant de la dernière machine construite par Kevin Stewart.
Un choix que Robert, surnommé Dr Stewart en référence à son passé, n'aura jamais à regretter. Gagnant plusieurs courses, il est désormais un des pilotes les plus populaires de F-Zero, et un adversaire redoutable pour Captain Falcon.
Au cours d'un grave accident survenu lors d'une course, Dr Stewart remit ses talents de chirurgien à l'épreuve. Il sauva de nombreuses vies, notamment celle de Mighty Gazelle.

### Pico
- Pico, pilote du Wild Goose

Pico est un extra-terrestre originaire de la planète Tortiz, réputée pour son armée et ses habitants belliqueux.
C'est un ancien soldat de l'armée de Poripoto, mis à la retraite pour son grand âge. Pico s'est depuis reconverti en marchand d'armes, mais il lui arrive encore de participer à des missions comme mercenaire. Il a notamment travaillé pour Black Shadow, le leader de l'organisation terroriste éponyme, bien qu'il ait également reçu pour mission de l'éliminer.
Pico s'est également découvert une passion pour les courses F-Zero, où il peut laisser exprimer toute sa nature violente. Pico provoque régulièrement des accidents dont il se sort toujours indemne. Cela, ajouté à son racisme anti-humain primaire, en fait un des pilotes les plus détestés des courses de F-Zero.

### Samurai Goroh
- Samurai Goroh, pilote du Fire Stingray

Goroh a diverses occupations, aucune n'ayant rapport avec le bien de la société. En dehors du monde des courses de F-Zero, il est le chef d'une organisation de gangsters basée au Red Canyon, et par occasions ne rechigne pas à jouer les chasseurs de primes. À ses heures perdues, il s'entraine au maniement du katana.

## Pilotes apparus dansF-Zero X

### Mighty Gazelle
1. Histoire : Pilote anonyme, Clinton Gazelle (de son vrai nom) participait régulièrement à des courses de F-Zero, mais sa vie bascula quand il fut victime du plus grave accident survenu dans la compétition, survenu 3 ans avant F-Zero X. Sauvé de la mort grâce aux efforts du Dr. Stewart, Gazelle n'aurait sûrement pas survécu longtemps s'il n'avait accepté d'être transformé en cyborg. Se faisant appeler Mighty Gazelle, il participe, 3 ans après son accident, à la compétition F-Zero X, avec des réflexes accrus et une résistance hors normes. Sans aucun doute, Gazelle est devenu un pilote de premier plan depuis qu'il est devenu cyborg… ce qui suscite la jalousie de nombreux rivaux.
2. Red Gazelle : Construit spécialement pour Mighty Gazelle, ce bolide est destiné à des pilotes privilégiant le pilotage au combat. Disposant de boosters puissants, le Red Gazelle est nerveux, dispose d'une bonne accélération et d'une vitesse de pointe convenable. En revanche, il ne dispose pas d'une bonne adhérence sur la piste, et surtout, est très fragile. Le moindre contact avec un adversaire peut vous mettre en péril, aussi est-il conseillé de ne pas rechercher le contact avec ce véhicule.
3. À propos de Mighty Gazelle

- Lorsque Mighty Gazelle gagne une coupe dans F-Zero X, il brandit une photo de lui quand il était encore humain, et déclare que "Gagner le fait sentir vivant". L'occasion de voir qu'il était coiffé comme un punk.
- Pour les besoins de la séquence de fin délirante de F-Zero GX, Mighty Gazelle joue aux Transformers et se change… en scooter !
- Mighty Gazelle fait partie des pilotes de départ de F-Zero X, mais il perdra ce statut par la suite.
- Dans l'animé, Gazelle est en réalité Roy Hughes, le meilleur ami d'Andy Summer, alias Captain Falcon. Son cerveau ayant été transféré dans un robot, le DrStewart lui a effacé la mémoire, avant qu'il la retrouve afin de protéger son fils Clank de l'explosion d'un missile lancé par Zoda. À la fin, Mighty Gazelle est finalement redevenu Roy Hughes dans son corps humain.

### Jody Summer
1. Histoire : Jody est pilote dans l'armée fédérale intergalactique. Sa tâche est principalement de tester les prototypes, aussi doit-elle, dans le cadre de sa mission, participer aux courses F-Zero pour mettre à l'épreuve les technologies de l'armée fédérale. Les performances de Jody sont considérées comme ayant une importance de second plan, mais la jeune femme, déployant un vrai talent, se fait une place majeure dans la compétition et pourrait bien décider de changer définitivement de métier... comme a pu le faire son modèle Captain Falcon.
2. White Cat : Disposant de performances équilibrées, ce bolide léger est la vitrine de l'armée fédérale en matière de pilotage. Le White Cat a en effet une tenue de piste exemplaire et négocie parfaitement les virages. En revanche, il pâtit d'un manque de nervosité. Une excellente machine pour débutants.
3. À propos de Jody Summer

- Elle est secrètement éprise de Captain Falcon, mais ne se doute pas un seul instant qu'elle a elle aussi un admirateur secret en la personne de John Tanaka.
- Jody est décrite comme une personne douce et gentille dans F-Zero GX, alors qu'elle passe pour une pilote agressive et déterminée dans F-Zero X et F-Zero: GP Legend.
- "White Cat" est le surnom affectueux qu'avait donné son père à Jody.
- Jody et son White Cat sont immédiatement disponibles dans F-Zero X, ce qui ne sera plus le cas dans les suites. C'est le personnage féminin le plus connu de la série F-Zero.
- Dans l'animé, Jody a un frère disparu du nom de Andy Summer, qui n'est d'autre que Captain Falcon.

### Baba
1. Histoire : Baba est un humain originaire de la planète Giant, célèbre pour ses vastes étendues de forêt. Disposant de réflexes hors normes et d'une forme physique exceptionnelle, Baba a été engagé par le Comité de pilotes de F-Zero pour participer aux courses. Malgré des débuts encourageants, Baba n'a pas confirmé par la suite. Il a donc suivi une introspection spirituelle intense, afin d'être plus fort mentalement. Il s'est ensuivi une confiance en lui décuplée, et une arrogance multipliée par 100. Aujourd'hui, Baba est perçu comme un pilote qui parle plus qu'il n'agit. À lui de changer la donne.
2. Iron Tiger : Ce véhicule a été fourni à Baba par le Comité de pilotes de F-Zero. Très solide, rapide, maniable, l'Iron Tiger manque en revanche de nervosité, avec des boosters faibles. Un bolide parfait pour débutants.
3. À propos de Baba

- Le Comité de pilotes envisage sérieusement de reprendre l'Iron Tiger à Baba s'il ne s'améliore pas.
- Baba porte des tenues extravagantes et pousse des cris aigus. Sur bien des points, il rappelle la performance de Chris Tucker dans Le Cinquième Élément.

### Octoman
1. Histoire : Octoman est un extraterrestre de Takora, une planète en grave conflit avec la Fédération intergalactique. Il est pilote dans l'armée spatiale de Takora, et s'est inscrit dans les courses de F-Zero pour représenter son peuple. S'il gagne, il utilisera l'argent pour payer les études de ses enfants et donnera le reste au gouvernement de Takora.
2. Deep Claw : Une F-Zero solide, aux performances relativement équilibrées (si l'on excepte une adhérence moyenne à la piste). Bien que léger, le Deep Claw est conçu pour le combat. C'est donc un bolide adapté aux accrochages, qui peut effectuer des attaques facilement.
3. À propos d'Octoman

- Son véritable nom est en fait imprononçable pour les humains, aussi est-il surnommé "Octoman", en allusion à son apparence similaire à une pieuvre.
- Octoman est un boss de Star Fox Command. C'est la première apparition d'un personnage de la série F-Zero dans la série Star Fox.
- Octoman apparaît également dans Pokémon, où il est représenté en la personne d'Octillery.

### Mr. EAD
1. Histoire : Mr. EAD est un robot construit par la mystérieuse société EAD. C'est un prototype, dont l'objectif est de passer de nombreux tests afin d'en faire le robot ultime. Les courses de F-Zero constituent un dernier test des capacités de Mr. EAD. Si l'essai est concluant, la production en série pourra commencer.
2. Great Star : Sans aucun doute la plus mauvaise machine, quels que soient les volets. Hormis des boosters puissants, le Great Star n'a rien pour lui. Un bolide à choisir pour le fun.
3. À propos de Mr. EAD

- Ce robot est évidemment un gros délire du studio de développement de F-Zero X, EAD. Le visage de Mr. EAD est bien celui de Mario, et le robot porte une ceinture parée d'une étoile semblable à celles qui rendent Mario invincible dans les Super Mario Bros..
- Difficile de croire à la biographie de Mr. EAD dans F-Zero GX, qui fait de lui un robot assassin : le robot ne pense qu'à manger, même quand il gagne une coupe.
- Le visage de Mr. EAD est en fait un masque qu'il peut retirer. C'est ce qu'il fait à la fin de F-Zero X.
- Son nom ainsi que les caractéristiques de sa machine (qui sont tous deux EAD) viennent du Entertainment and Amusement Department, le département de Nintendo responsable de la création des jeux comme Zelda, Mario, Star Fox, et toutes les autres séries signées Nintendo.
- Les initiales du créateur de sa machine sont les mêmes que celles de Shigeru Miyamoto.
- Mr. EAD est présent dans ce qui est la véritable fin de F-Zero X, pour voir cette fin il faut posséder le 64DD et l'Add-On Expansion Kit puis remporter chacune des coupes en mode Master (Jack, Queen, King, Joker, DD1, et DD2 ) avec les 30 véhicules. Une fois cette longue quête accomplie, la conclusion de la Joker Cup mais aussi de la DD2 Cup en mode master n'est plus l'habituelle fin présentant les crédits du jeu, à la place, un écran fixe avec un texte en japonais et Mr. EAD présenté en 3D dansant sur une musique inédite est alors disponible. Le joueur a ensuite la possibilité de zoomer, de déplacer et faire tourner sur lui-même Mr. EAD grâce aux différent boutons de la manette. C'est un fait très peu connu, même des fans de la série, cette fin a vraisemblablement été découverte seulement en 2006 (visible sur Mrfixitonline, site Internet comprenant tous les records des différents F-Zero), soit huit ans après la sortie du jeu. C'est un joueur français nommé Philippe Brodier qui a dévoilé cette fin, ce qui a suscité la jalousie de nombreux fans américains.

### James McCloud
1. Histoire : James McCloud est le leader d'un escadron de pilotes, Galaxy Dog. Cette équipe de mercenaires est généralement en contrat avec l'armée fédérale intergalactique, et a pris part dans de nombreux conflits. Mais en temps de paix, les occupations viennent à manquer, aussi James McCloud décide de participer aux courses de F-Zero. Plus que la gloire et la fortune - ce dont il semble déjà disposer -, James cherche avant tout à devenir un héros pour son jeune fils. Ses qualités de pilotes en font en tout cas un concurrent redoutable.
2. Little Wyvern : Le bolide de James est conçu à partir d'un avion de combat, modifié pour participer aux courses. Disposant de performances globalement supérieures à la moyenne (bon rapport accélération/vitesse, boosters puissants, bonne adhérence à la piste), le Little Wyvern est en revanche extrêmement fragile, à réserver à un joueur averti plus attiré par le confort de pilotage que par le combat.
3. À propos de James McCloud

- Ce personnage est en fait un délire du studio de développement EAD, puisqu'il est la version humanisée du père de Fox McCloud de la série Star Fox, lequel se nomme… James McCloud également.
- Le parallèle avec son modèle de la série Star Fox va très loin, puisque les deux personnages sont leaders d'un escadron de pilotes (Galaxy Dog pour l'un, Star Fox de l'autre), mais ont également une femme et un fils. L'histoire ne dit pas si le fils de James McCloud de F-Zero se nomme Fox.
- James est un personnage assez détaché de l'univers de F-Zero… et prétentieux. Interviewé dans F-Zero GX, il ne reconnaît pas d'autres rivaux que lui-même.
- Son vaisseau ressemble de plus étrangement aux Arwing de Star Fox.
- Dernier clin d'œil à son modèle de Star Fox : James déclare à la fin de F-Zero X qu'il "pilote comme un renard rusé".
- De par sa forte ressemblance avec Fox McCloud, James est très apprécié des fans de Nintendo.
- Sa tenue ressemble étrangement à celle de l'équipe "Star Fox" de Lylat Wars (particulièrement au niveau de la ceinture dont la boucle est un triangle inversé sur les deux tenues).
- À noter aussi que James McCloud n'est pas le seul parallèle existant entre les deux séries. En effet, une des fins alternatives de StarFox Command montre l'escadron de Fox transformer leurs Arwings pour se reconvertir dans la course de bolides F-Zero. Rien n'indique si Fox McCloud rencontre par la suite l'avatar de son père...

### Billy
1. Histoire : Originaire de la planète Odyapes, Billy est un singe génétiquement modifié qui été élevé dans un laboratoire spécial où il a été éduqué en alphabétisation humaine et en communication. En parallèle, il a eu un entraînement spécial pour apprendre à piloter une machine F-Zero, sa victoire lui permettrait de franchir un stade important de sa vie et de son entraînement.
2. Mad Wolf : Le vaisseau de Billy est équilibré avec une très bonne résistance et un très bon boost, il pâtit en revanche d'une adhérence moyenne sur la piste.
3. À propos de Billy

- L'un de ses ancêtres est le premier singe à être allé dans l'espace et était par ailleurs pilote de fusée chevronné.
- Son véritable nom est Eeeach Koo-koo-koo Yia.
- Il paraît plus âgé en réalité malgré son jeune âge, car son espèce ne vit qu'une quinzaine d'années au maximum.

### Kate Alen
C'est une chanteuse qui donnait souvent des spectacles lors des grands prix. Elle a décidé sur un coup de tête de participer au GP. Elle compte sur son sens du rythme pour s'imposer.
• Son vaisseau est le même que Billy mais est plus léger. Il se nomme "Super Piranha " !

### Zoda
1. Histoire : Zoda est un dangereux criminel recherché dans toute la galaxie et sa tête a été mise à prix. De nombreux chasseurs de primes se sont lancés à sa poursuite, dont Captain Falcon qui a bien failli le capturer. Il a également pour principaux rivaux Super Arrow, le super justicier, ainsi que Rick Wheeler dans la série F-Zero GP Legend. Zoda participe à la compétition F-Zero X uniquement pour l'argent, nécessaire à la réalisation de son "grand projet".
2. Death Anchor : Bolide de poids moyen, le Death Anchor fait partie de la catégorie des véhicules pour fous dangereux. Doté d'une très haute vitesse de pointe et de boosters surpuissants, le Death Anchor est en revanche très fragile… ce qui est gênant compte tenu de la très haute vitesse qu'il peut atteindre, et d'une adhérence plutôt moyenne. Conseil de pilotage : tapoter l'accélérateur dans les virages pour les prendre plus serrés.
3. À propos de Zoda :

- Zoda se fait injecter de la dopamine et de l'adrénaline directement au cerveau afin d'améliorer ses réflexes. Ce traitement explique les comportements psychotiques de Zoda.
- Le grand projet de Zoda pourrait bien être "Hyper Zoda". Ce projet échoue d'abord lamentablement, comme le montre la fin de Zoda dans F-Zero GX.
- Il est le rival de Rick Wheeler dans l'animé F-Zero Falcon Densetsu et ses adaptations sur Game Boy Advance, F-Zero: GP Legend et F-Zero: Climax. Cependant, son histoire n'y est pas la même que dans la ligne officielle de Nintendo.
- Dans F-Zero: GP Legend, on apprend que le Death Anchor a été fabriqué à partir d'un missile. Mais, contrairement à Black Shadow, Zoda ignore totalement que la charge explosive n'est pas désamorcée.
- Toujours dans l'animé, Zoda devient Hyper Zoda à la suite de l'absorption de plusieurs Blood Falcons dans son Réacteur Might lorsqu'il est piégé dans une autre dimension avec Ryu et Captain Falcon. Cette version alternative de Zoda est présente dans F-Zero: Climax, avec un nouveau bolide, le Hyper Death Anchor, similaire au Death Anchor original mais compensant son défaut de solidité.
- De plus, dans l'animé, Zoda apprend qu'il a été créé par Black Shadow afin de tuer Ryu Suzaku dans le passé, événement qui s'est réellement déroulé et qui a conduit à sa "mort" des mains de Haruka, la fiancée de Ryu.

### Jack Levin
1. Histoire : Superstar de la musique, Jack Levin a surpris tout le monde en voulant se lancer dans la compétition. Tous les magazines frappés de son visage sont immédiatement en rupture de stock. C'est donc naturellement l'un des coureurs préférés des fans de F-Zero.
2. Astro Robin : Très bonne machine solide et d'une excellente maniabilité, le vaisseau de Jack Levin pêche par son boost très moyen, voir mauvais. Cependant, il compense cette faiblesse avec sa vitesse de pointe relativement élevée.
3. À propos de Jack Levin

- Il apparait dans l'animé où il fait partie de la police de Mute City, où il est l'ami et le rival de Rick Wheeler.
- Toujours dans l'animé, Jack Levin était autrefois connu comme étant le Shinigami, avant d'avoir eu un grave accident alors qu'il était poursuivi par Jody Summer, à cette époque-là policière. Cependant, au lieu de l'arrêter, elle lui donna une chance de se racheter en lui proposant de rejoindre la Task Mobile Force. Mais, du fait que Chain a usurpé son ancienne identité, il redeviendra le Shinigami pour une courte période.
- Il est également révélé qu'il a choisi le no 14 pour sa machine F-Zero, car son premier album s'est classé 14e au moment de sa sortie.

### Bio Rex
1. Histoire : Des scientifiques ont créé un dinosaure grâce à des biotechnologies très avancées à partir d'un œuf fossilisé. Bio Rex n'est pas un dinosaure ordinaire, son ADN ayant été croisé avec celui de l'homme. Il a ainsi une intelligence égale à celle d'un humain, mais garde un comportement aussi agressif que celui d'un tyrannosaure rex, dont ses gènes sont issus. Bio Rex voulait d'abord montrer sa supériorité face à l'humain dans F-Zero X, ce qui changea dans F-Zero GX, où il n'est obsédé que par les côtes de mammouth. Nous ignorons aussi de quel sexe il est. Par sa voix, sa façon de boire dans le mode Story (Chapitre3), on pourrait penser que c'est un homme.
2. Big Fang: C'est sans hésiter l'un des vaisseaux les plus puissants de la compétition F-Zero, avec une bonne résistance, un contrôle très facile, et une vitesse de pointe très élevée. Son accélération médiocre le handicape en revanche sur les circuits techniques, tout comme des boosters assez faibles, mais une fois sa pleine puissance atteinte, il peut dépasser sans mal les autres concurrents.
3. À propos de Bio Rex

- Bio Rex ne pense qu'à une chose, c'est de manger. Dans l'interview de F-Zero GX, à chaque question posée, il répond toujours qu'il a une envie de manger de la bonne viande.
- Dans la vidéo délirante de fin de F-Zero GX, il rêve de manger des grosses côtes de mammouths alors qu'en fait, il mange les fesses d'un mammouth… vivant.
- Par ailleurs, il est étonnant que Bio Rex ne rêve que de côtes de mammouths, quelque soixante millions d'années séparant le tyrannosaure rex du mammouth. À moins que ce soit l'action de gènes humains…
- Lorsqu'il remporte une coupe dans F-Zero X, il déclare « Ne me jugez pas sur les apparences ». Un cœur sensible bat-il donc dans ce corps de brute épaisse ?

### The Skull
1. Histoire : C'est un pilote qui fut champion du F-Max, une compétition ayant existé 200 ans avant F-Zero. Grâce aux pouvoirs de la magie noire et de la science, il est de retour et compte bien montrer de quoi il est capable.

1. Sonic Phantom : Un excellent véhicule, disposant d'un accélérateur foudroyant et d'une vitesse de pointe élevée, en plus d'une facilité à tourner aberrante, malgré son poids plutôt léger, qui le rendra assez fragile ainsi que son adhérence plutôt mauvaise. Attention : le frein est indispensable sur ce vaisseau.

### Antonio Guster
1. Histoire : À l'origine, il est le bras droit de Samuraï Goroh et son meilleur ami. Ces derniers ont coopéré ensemble pendant plusieurs années en tant que chasseurs de primes avant qu'il ne subisse une trahison de Goroh: en effet lorsqu'ils ont escorté un certain Lord Kimbo qui était recherché dans toute la galaxie, Guster, qui a été abandonné et n'a pu toucher la part de prime qui lui revenait grâce à sa capture, a par la suite été capturé par l'Alliance Galactique et jeté en prison. Après son évasion, il s'est rendu compte de la trahison de son ex partenaire et meilleur ami et s'est juré de l'humilier devant le monde entier lors du Grand Prix F-Zero. Il y participe donc uniquement dans ce but.
2. Green Panther : Le Green Panther appartenait au Samuraï Goroh comme étant une machine de rechange et a été volée par Antonio Guster après la trahison de son ancien ami. Puissante et résistante, elle a l'inconvénient majeur d'être très dure à contrôler en raison de sa faible adhérence, ce qui fait qu'il faudra en quasi-permanence manœuvrer la direction pour compenser ce défaut.
3. À propos d'Antonio Guster :

- En dehors des courses F-Zero, il travaille comme garde du corps.
- Sans son casque, il est coiffé comme un punk.
- Il est l'ex-beau-frère de Samuraï Goroh car l'ex-femme de celui ci, Lisa Brillant, n'est autre que sa sœur ainée.
- Dans l'animé, il se fait appeler "Dynamite Guster" en raison de sa tendance à exploser les objets... ou son propre véhicule.

### Beastman
1. Histoire : Beastman est devenu un chasseur de bêtes après sa rencontre avec un crocodile énorme de l'espace. Après avoir combattu toutes les bêtes sur sa propre planète, il est entré dans le Grand Prix de F-ZERO pour des raisons promotionnelles. Là, il a rencontré Bio Rex. Persuadé que le mutant est un danger potentiellement grave pour les autres concurrents, il essaie maintenant de vaincre la bête.
2. Hyper Speeder : Le bolide, conçu par le Dr Clash, est basé sur un ancien avion de chasse du XXIe siècle, qui a subi de très nombreuses modifications. C'est un bolide très fiable, plutôt lourd, conçu pour battre des records de vitesse de pointe, mais comme toute F-Zero de la catégorie moyen/lourd, il manque de nervosité (accélération médiocre, boosters moyens).
3. À propos de Beastman :

- Beastman est en fait timide et discret de nature. Sa combinaison bestiale ne sert ainsi pas seulement à impressionner ses adversaires, mais à masquer ce que Beastman estime comme des faiblesses.
- Malgré l'important bestiaire présent dans la compétition F-Zero, Beastman n'a qu'un seul rival connu : Bio Rex.

### Leon
1. Histoire : Leon est un félin mutant, originaire de la planète Zou. Ravagée par des guerres meurtrières, Zou est désormais en voie de reconstruction, mais afin de redonner de l'espoir à une population désœuvrée, le Comité de pilotes de F-Zero a décidé d'inscrire un participant originaire de Zou. Ce sera Leon, un jeune félin de 16 ans qui a perdu toute sa famille dans les guerres à l'âge de 4 ans. Conscient de sa tâche, Leon compte gagner la compétition pour aider la population et en particulier les orphelins. Mais même si sa mission est noble, Leon est rejeté par les spécialistes, qui estiment que d'autres pilotes auraient plus mérité sa place que lui. Avant de réaliser ses rêves, Leon devra donc faire ses preuves et se préparer à la dure réalité des courses.
2. Space Angler : Spécialement construit pour Leon, ce bolide est léger, à la conception moyennement solide, mais parfaitement adapté pour bien négocier les virages, même à très haute vitesse. En dépit des apparences, les moteurs du Space Angler sont puissants et peuvent atteindre une vitesse de pointe élevée, mais l'engin pâtit d'une très faible nervosité (accélération mauvaise et boosters moyens). Il faudra donc éviter de se faire ralentir par les autres concurrents pour permettre au bolide d'atteindre son plein potentiel.
3. À propos de Leon :

- Leon garde des cicatrices de la guerre. À ces cicatrices, les développeurs de F-Zero GX ont ajouté une nouvelle séquelle de guerre : la perte d'un œil. Œil qu'il avait toujours dans F-Zero X, ce qui indique que Leon a connu un accident assez grave au cours de la compétition.
- Dans la séquence de fin délirante de F-Zero GX, on peut voir Leon abandonner une course au beau milieu de celle-ci pour secourir... un petit chaton abandonné !
- Dans l'anime, Léon est en réalité un jeune adulte qui est tombé amoureux de Lucy. Cependant, ne pouvant maîtriser sa transformation en loup-garou, il décide de quitter Mute City afin de ne pas la blesser davantage.

### Super Arrow
1. Histoire : Super Arrow est un super-héros défendant la justice et traquant les criminels. Son ennemi est Zoda, le psychopathe le plus recherché de la galaxie. Apprenant la participation de Zoda aux courses F-Zero, Super Arrow s'engage dans la compétition. La tâche ne s'annonce pas facile, car il ne sait pas piloter, mais il compte sur ses supers pouvoirs, ainsi que l'aide de sa femme, pour stopper Zoda… et pourquoi pas remporter la compétition.
2. King Meteor : Construit par le professeur Hollow, un allié de Super Arrow, le King Meteor est un bolide nerveux, disposant d'une bonne accélération mais d'une vitesse de pointe relativement faible. Son extrême fragilité en fait une machine pour joueurs avertis.
3. À propos de Super Arrow

- Super Arrow est une référence aux super héros des comics américains, notamment Captain America et Superman.
- Il est toujours accompagné de sa fidèle chouette.
- Lui et Mrs. Arrow mènent une paisible vie de famille en privé.

### Mrs. Arrow
1. Histoire : Elle est la femme de Super Arrow, et veille sur son super-héros de mari et son identité secrète. Elle était auparavant pilote de F-Zero mais avait pris sa retraite pour assister son mari. Maintenant que ce dernier se lance dans les courses pour arrêter le criminel Zoda, elle se doit de l'aider, non sans nourrir quelques ambitions en marge de la mission.
2. Queen Meteor : Quasiment identique au King Meteor (à peine plus lourd), le Queen Meteor est donc un véhicule nerveux, mais fragile et à la vitesse de pointe faible.
3. À propos de Mrs. Arrow :

- Mrs. Arrow n'a pas de super pouvoirs, mais n'est en aucun cas une femme fragile. Elle fait du culturisme et se présente de temps à autre à des concours... ce qui ne plait pas vraiment à son mari.
- Comme on peut le voir dans la séquence de fin de Captain Falcon, elle a un bébé.

### Gomar & Shioh
1. Histoire : Gomar le petit gros, et Shioh le grand maigre sont deux Furikake, de la planète Huckmine. Une étrange tradition, rouage essentiel de la société Furikake, veut que dès la naissance, l'individu s'associe à un autre pour former un couple. D'aussi loin qu'ils se souviennent, Gomar & Shioh ont donc toujours été ensemble. Le duo est parfaitement complémentaire : tandis que Gomar est intelligent et réfléchit pour deux, Shioh est sportif. Aussi décident-ils de mettre leurs talents à l'épreuve des courses de F-Zero, pour lesquelles ils se passionnent.
2. Twin Noritta : Cette machine est pour le moins particulière puisque deux pilotes prennent les commandes conjointement. Cela n'affecte pas le contrôle du bolide par le joueur. Le Twin Noritta est la F-Zero la plus légère du circuit. De ce fait, ses caractéristiques techniques sont extrêmes : l'engin fait partie des plus nerveux (accélération au top, boosters surpuissants, conduite très assistée dans les virages), mais aussi des plus fragiles. De plus, sa vitesse de pointe faible, combinée à une adhérence moyenne à la piste, en font une machine pour experts.
3. À propos de Gomar & Shioh

- La séquence de fin délirante de F-Zero GX montre Gomar & Shioh faire absolument tous les gestes de la vie courante ensemble... y compris pour se rendre au petit coin.
- Leur biographie dans F-Zero GX annonce que Gomar & Shioh vont "changer de partenaire" dans la vie, conformément aux traditions furikake. On ne sait toujours pas s'ils vont malgré tout continuer la compétition ensemble.
- Leur tête ressemble à une idole, un peu comme ceux de l'île de Pâques.

### Silver Neelsen
1. Histoire : Surnommé « Ironman Silver », Neelsen a 99 ans et ne semble pas vraiment avoir envie de prendre sa retraite. Bien qu'il soit le doyen des courses, Neelsen n'a encore jamais remporté une seule coupe, et déclare à qui veut l'entendre qu'il ne s'arrêtera pas tant qu'il n'aura pas gagné. Si un tel miracle venait à arriver, il serait cependant probable que Silver, prenant le goût de la victoire, décide de continuer.
2. Night Thunder : Certainement le bolide le plus nerveux de la compétition. Le Night Thunder dispose de boosts surpuissants et d'une accélération d'enfer, ce qui compense une vitesse de pointe ridicule. De plus, la tenue de piste est très mauvaise; on perd tout le bonus de vitesse du booster si on essaie de tourner. Néanmoins, c'est aux mains d'un pilote chevronné que le Night Thunder révèle son plein potentiel (essentiellement dans les courses techniques) et s'avère être l'un des bolides les plus rapides.
3. À propos de Silver Neelsen

- Sa dernière volonté est de rester à tout jamais au volant de son Night Thunder.
- Même s'il ne gagne jamais, Silver est extrêmement populaire dans le monde des F-Zero. Malgré une conduite très risquée, il finit généralement ses courses.
- Silver ne cesse de pester sur les nouvelles machines, trop sûres et trop molles, et sur les pilotes de la nouvelle génération, prétentieux et sans talents.

### Michael Chain
1. Histoire : Michael Chain est le chef d'un gang de Mute City, les Bloody Chains. Afin d'accroître la notoriété de son gang, il s'inscrit dans la compétition F-Zero. Malheureusement, les résultats ne suivront pas dans F-Zero X, et de nombreux membres des Bloody Chains préfèrent partir. Michael va pourtant persévérer, persuadé que la nouvelle saison sera la bonne.

1. Wild Boar : Cet engin, très représentatif des poids lourds, a une mauvaise accélération, des virages moyens, une nervosité moyenne, mais une très grande solidité et une vitesse de pointe élevée. Malgré son poids, le Wild Boar est bien conçu pour les attaques.
2. À propos de Michael Chain

- Chaque membre du gang des Bloody Chains possède un véhicule de couleur grise, similaire en apparence au Wild Boar de Michael Chain, mais bien moins performant.
- En dehors des courses et de sa vie de chef de gang, Michael Chain participe également à des concours de culturisme, comme il est permis de le voir à la fin de F-Zero GX.
- Michael Chain écoute du rock et de la musique classique.
- Il est considéré comme un des pilotes les plus redoutables du tournoi F-Zero.
- Il affronte Captain Falcon dans le chapitre 4 du mode Story de F-Zero GX. Avec l'aide des membres de son gang, il tente de barrer la route au chasseur de primes.
- Dans l'anime, Bloody Chain usurpe l'identité du Shinigami, qui est celle de Jack Levin, afin de l'obliger à rejoindre son gang. Cependant, Jack redeviendra le Shinigami pour une courte période et les 2 hommes régleront leurs comptes.

### Blood Falcon
1. Histoire : Lors du grand accident survenu 3 ans avant F-Zero X, des échantillons d'ADN de Captain Falcon lui furent prélevés alors qu'il était à l'hôpital. À partir de cet ADN, l'organisation de Black Shadow créa un clone de Falcon, baptisé Blood Falcon. Bien que physiquement identique à son modèle, le clone a subi quelques altérations génétiques afin de le rendre obéissant et très agressif. Blood Falcon est obsédé par la seule pensée de détruire son modèle, aussi Black Shadow veut l'utiliser pour l'épauler dans la compétition F-Zero. En tuant Captain Falcon, Blood Falcon laisserait en effet le champ libre à Black Shadow pour remporter l'épreuve.
2. Blood Hawk (Hell Hawk en japonais) : Plutôt que de créer une copie du Blue Falcon, le bolide de Captain Falcon, Black Shadow a préféré opter pour une F-Zero adaptée aux pulsions meurtrières de Blood Falcon. Le Blood Hawk est donc une machine solide, disposant de boosters puissants et d'une très bonne accélération. La tenue de piste est cependant très mauvaise et la vitesse de croisière très faible. Pas vraiment conçu pour la course, mais pour le combat, le Blood Hawk ravira les amateurs de la Death Race ou des destructions en masse.
3. À propos de Blood Falcon

- À l'inverse de Captain Falcon, Blood Falcon n'est pas réputé pour ses talents de pilote, mais plutôt pour sa violence extrême comme ce fut le cas dans le 31e épisode de l'anime : à lui tout seul, il a éliminé tous les pilotes, sauf Ms.Killer (Haruka), Ryu Suzaku et Captain Falcon.
- Toujours dans l'animé, le Blood Falcon que Captain Falcon et Ryu Suzaku ont affronté n'était que l'un d'entre eux car Black Shadow en a créé d'autres en "stock", clones qui finiront absorbés par Zoda afin de le rendre plus puissant sauf un qui effectuera une attaque kamikaze contre Falcon afin de l'emporter avec lui dans un trou noir. Cependant, le dernier clone ne sera anéanti que par Ryu Suzaku, après avoir été exposé aux flammes et au Boost Fire du Dragon Bird.
- Dans F-Zero GX, Blood Falcon a des canines de vampire.
- Il joue un rôle mineur dans le mode Story de F-Zero GX. Dans la séquence d'introduction du chapitre 6, Black Shadow invoque Blood Falcon en le faisant sortir du corps de Captain Falcon. Dans le chapitre 7 (le grand prix de Mute City), il se positionne derrière Black Shadow afin de ralentir, voire éliminer Captain Falcon.

### John Tanaka
1. Histoire : Travaillant à la Fédération Galactique, John est amoureux de Jody Summer. Il a tenu à participer entre autres pour la protéger. Son rêve serait de gagner pour la demander en mariage… On notera que John est un prénom banal aux États-Unis et Tanaka un nom de famille banal au Japon.

1. Wonder Wasp : Il pilote le "Wonder Wasp", un vaisseau légèrement plus maniable que le "Golden Fox" du Dr. Stewart.

### Draq
1. Histoire : Bellongian Draqilie, appelé plus communément "Draq", est associé avec Roger Buster dans une société de transports intergalactiques, spécialisée dans les livraisons dangereuses et très lucratives. Draq trouve malgré tout sa vie monotone, et rêve d'être un jour pilote de F-Zero, une compétition dont il suit le déroulement avec beaucoup d'assiduité. Un jour, des clients confient à Roger et lui la mission de livrer deux machines, le Mighty Typhoon et le Mighty Hurricane... sans préciser ni l'adresse de livraison, ni même l'identité du client. Draq émet alors l'idée de s'inscrire aux compétitions F-Zero aux volants des machines, et parvient à convaincre son associé de l'accompagner. Si Roger souhaite avant tout se débarrasser des F-Zeros, Draq espère bien gagner au moins une course et financer ainsi l'acquisition de sa propre machine.
2. Mighty Typhoon : Un véhicule très léger. Le Mighty Typhoon dispose de performances acceptables dans tous les domaines, avec des boosters puissants mais une mauvaise adhérence sur la piste. C'est un engin bien adapté pour les combats.
3. À propos de Draq :

- Avant de s'inscrire dans la compétition, Draq passait déjà son temps libre à analyser les courses, les bolides et les pilotes.
- Le Mighty Typhoon est en théorie le véhicule le plus léger du circuit, mais s'est retrouvé alourdi une fois Draq (particulièrement lourd) à son bord.
- La séquence de fin délirante de F-Zero GX montre Draq bousculer tous ses adversaires, mais perdre la course juste avant de franchir la ligne d'arrivée (non sans rappeler Satanas et Diabolo de la série Les Fous du volant). De rage, Draq, qui jouait en fait à la console, casse l'écran de son téléviseur !

### Roger Buster
1. Histoire : Roger Buster est associé avec Draq dans une entreprise de transports de marchandises intergalactiques. Roger est du genre casse-cou, estimant qu'il n'existe pas de livraisons dangereuses. Son boulot tend à lui convenir parfaitement, aussi se montre-t-il peu enthousiaste quand Draq et lui reçoivent des machines F-Zero à livrer à une adresse inconnue. Acceptant l'idée de son associé, il s'engage dans la compétition F-Zero au volant d'une des deux machines, mais uniquement afin que les propriétaires des bolides viennent les réclamer.
2. Mighty Hurricane : Comme toutes les F-Zero très fragiles, le Mighty Hurricane n'est pas taillé pour les mêlées mais pour la course. Doté d'une bonne accélération et d'une vitesse de pointe correcte, cet appareil dispose également de boosters puissants. Son poids relativement lourd peut en partie compenser son extrême fragilité.
3. À propos de Roger Buster

- Roger est certainement le pilote le moins motivé… en apparence. Avant et après la course, il rappelle qu'il doit livrer sa machine et fait appel au propriétaire.
- Pendant la course en revanche, Roger s'est pris au jeu et considère la compétition F-Zero comme une récréation.
- Il reprendra son travail une fois le Mighty Hurricane livré à son propriétaire.
- Roger ne pense pas un seul instant à gagner une course, d'où ses larmes de joie lorsqu'il remporte une coupe dans F-Zero X ("Je ne peux pas croire que j'ai gagné !").
- Pour Roger, livrer un colis à destination est plus important que sa propre survie : il se fait une marque rouge par livraison échouée, d'où les trois traces rouges sur sa tête. Le Mighty Typhoon et le Mighty Hurricane seront-ils la cause de deux autres cicatrices ?

### DrClash
1. Histoire : Dr Clash est un ingénieur F-Zero dont le plus grand rêve est de participer à une course, il a donc décidé de créer sa propre machine pour participer au Grand Prix. Ses nombreuses années de recherche ont abouti à un résultat que l'on peut qualifier de farfelu : le Crazy Bear, dont il se sert à présent pour concourir, ainsi que des gadgets censés compenser son corps peu athlétique.
2. Crazy Bear : Une machine vraiment farfelue, que ce soit son look (en gros un simple pavé, inhabituel pour une F-Zero) ou ses caractéristiques: Très nerveuse (très bonne accélération et boosts puissants) et bonne au combat (imposante, lourde et solide) , elle a néanmoins une vitesse de pointe ridicule et une tenue de route à s'en mordre les doigts. Une machine pour le combat, faite pour les experts.
3. À propos du Dr Clash :

- "Clash" signifie "se heurter", "s'entrechoquer", ce qui peut faire référence aux aptitudes du Crazy Bear au combat.
- Le Dr Clash a un appareil muni de deux bras mécaniques sur son dos, dont il prétend qu'ils sont censés l'aider à être plus athlétique, alors qu'à priori, ils sont presque inutiles… Sauf quand il s'agit de lui servir des cocktails et de l'éventer quand il est en vacances, comme le montre la fin du Dr Clash dans F-Zero GX !
- Le Dr Clash est tellement rondouillard qu'il doit se servir d'une petite échelle située sur le côté du Crazy Bear pour y monter.

### Black Shadow
1. Histoire : Black Shadow est le chef d'une organisation de terroristes intergalactiques, et est considéré comme l'ennemi public no 1. Il apparait toujours avec son costume noir et son masque à cornes de taureau. La moindre de ses apparitions suscite la panique, car elles sont synonymes de destructions. La Police intergalactique lui a déclaré la guerre, et n'a pas hésité à proposer une prime astronomique pour sa capture (plutôt mort que vif). De nombreux chasseurs de primes, notamment Samurai Goroh et Pico, ont tenté de l'arrêter, mais c'est Captain Falcon qui le premier l'a inquiété, en arrêtant plusieurs de ses sbires. Black Shadow ne l'oubliera jamais et fera de Captain Falcon un ennemi à abattre à tout prix. Ainsi il n'hésite pas à subtiliser de l'ADN de Falcon afin de créer un clone, Blood Falcon, dont le seul but serait d'éliminer son modèle. Des rumeurs affirment qu'il travaille pour une entité maléfique, Deathborn, et que c'est cette même entité qui l'a poussé, sous peine de mort, à s'inscrire dans la compétition F-Zero.
2. Black Bull : Une F-Zero à l'image de son modèle, c’est-à-dire imposante. L'engin le plus lourd de F-Zero X dispose d'une vitesse de pointe phénoménale et d'une tenue de route excellente, mais pâtit de boosters très mauvais et, du fait de son poids, ne négocie pas très bien les virages. Lancé à pleine vitesse, le Black Bull, d'une solidité à toute épreuve, est très difficile à stopper.
3. À propos de Black Shadow :

- Il est surnommé "Empereur du Mal" par les médias, mais ce titre est usurpé à Deathborn, plus maléfique encore. La séquence d'introduction du mode Story de F-Zero GX le montre défait par Deathborn, et contraint à la victoire au prochain Grand prix de Mute City, sous peine de mort.
- Black Shadow est au centre du mode Story de F-Zero GX. Il intervient dans de nombreuses séquences, et est le favori du chapitre 7. À noter que l'éliminer en début de course peut sensiblement baisser la difficulté du redoutable GP.
- Son apparence ressemble beaucoup à celle de Batman.
- La séquence délirante de fin de Black Shadow dans F-Zero GX est en fait un bêtisier de scènes du mode Story.
- Il compte de très nombreux ennemis en course, en tête desquels figure Captain Falcon. Pico, comme le montre sa fin dans F-Zero GX, a également un compte à régler avec Black Shadow. Ce dernier peut cependant compter sur des soutiens pour le protéger, comme Blood Falcon, ou encore Don Genie, avec qui il a passé un accord de coopération.
- Dans l'anime, Black Shadow est l'Empereur du Mal en personne car Deathborn n'est que son ombre, de même que Don Genie.

## Pilotes apparus dansF-Zero GXetF-Zero AX
Les pilotes de F-Zero AX ont été conçus par le studio de développement AV (appartenant à Sega). Ils ne sont pour le moment pas apparus dans des jeux F-Zero estampillés Nintendo.
Hormis Deathborn, les pilotes de F-Zero AX sont immédiatement disponibles sur la borne d'arcade, mais doivent être débloqués dans F-Zero GX.

### Deathborn
1. Histoire : Le vrai méchant de F-Zero. Son souhait le plus simple est de conquérir le monde, quitte à le détruire. Il arrive même à faire trembler de peur ses sbires (Black Shadow en tête). La Police de l'Espace est donc toujours à sa recherche. Bien que Deathborn ait connu la mort à plusieurs reprises, il a toujours su revenir à la vie grâce à des organes mécaniques, et à ce rythme il a quasiment atteint le stade de l'immortalité. Il peut se téléporter où il veut et quand il veut. Cet être maléfique domine depuis longtemps la compétition F-Zero de l'Enfer, mais ne peut participer de lui-même à la compétition F-Zero du monde des vivants. Pour remporter les deux compétitions, il doit donc compter sur l'aide de Black Shadow et de son organisation.
2. Dark Schneider : le Dark Schneider a des performances comparables au Black Bull de Black Shadow. Un peu plus léger, il gagne en nervosité ce qu'il perd en adhérence. Pour une machine lourde, le Dark Schneider est plutôt à l'aise sur les circuits techniques, et figure parmi les plus rapides sur les circuits de vitesse.
3. À propos de Deathborn :

- Une vieille prophétie annonce que si un être parvient à remporter deux compétitions parallèles (en l'occurrence les compétitions des vivants et des morts), il acquiert l'immortalité et des pouvoirs divins. Ce pouvoir se matérialise par la fusion des deux ceintures de champion.
- Captain Falcon affronte Deathborn dans le Chapitre 8 du mode Story de F-Zero GX.
- Deathborn ne participe officiellement pas à la compétition F-Zero GX. Le Dark Schneider s'est vu attribuer le numéro 0, mais celui-ci apparaît nulle part sur la carrosserie du bolide. Néanmoins, une fois débloqué, le joueur peut le sélectionner dans tous les Grand Prix.
- Il est révélé dans le dernier chapitre du mode Story de F-Zero GX qu'il est l'œuvre d'êtres maléfiques appelés les Créateurs. Ceux-ci, après s'être assurés de son talent lui ont volé son âme pour utiliser son corps.
- Lorsqu'on gagne une coupe avec lui, il est tellement réputé pour sa méchanceté, qu'il fait trembler de peur l'interviewer sans rien faire !
- Dans l'anime, Deathborn est en réalité Black Shadow.

### Don Genie
Homme d'affaires extrêmement fortuné, Don Genie est impliqué dans de nombreuses enquêtes de la Police de l'Espace, pour trafic d'armes, détournement d'argent... Il participe au GP pour se faire racheter.
- Sa machine, le Fat Shark, est très connue pour ses performances exceptionnelles (très bonne accélération et vitesse de pointe au top), mais est très boudée pour sa maniabilité catastrophique. Ce vaisseau tourne très peu, donc on ralentit beaucoup dans les virages.
- Dans l'anime, Don Genie est en réalité Black Shadow.

### Digi-Boy
Un très jeune génie de l'informatique. Il est incollable sur l’électronique !
Son rêve est de montrer à l'univers ses capacités sur la mécanisation et ses connaissances en informatique, il a créé sa propre machine à l'âge de 8 ans !
- Cosmic Dolphin : Le Cosmic Dolphin est une machine peu résistante qui possède une vitesse de pointe médiocre. Malgré sa nervosité, son booster en fait une machine correcte. Ce n'est pas une machine de combat vu son poids, mais elle peut tourner sans problèmes.
- Il s'agit probablement d'un clin d'œil à Tails, un personnage de la série "Sonic the hedgehog" de Sega (à qui Nintendo avait confié le développement de "F-Zero AX" et F-Zero GX").

### Dai San Gen
Les fans de F-Zero auront tout vu ! Après Gomar et Shioh, voici Dai, San et Gen, des petits triplés qui ne se communiquent que par télépathie. L'un s'occupe de la direction, l'autre de la vitesse et le dernier de la navigation.
- Leur vaisseau, Pink Spider (Araignée rose) est très équilibré.

### Daigoroh
1. Histoire : Daigoroh est le fils unique et très turbulent de Samuraï Goroh (que lui-même n'arrive pas à tenir en place - c'est peu dire). Tout comme son père, il a la même haine de Captain Falcon et n'a qu'un seul souhait: celui de le battre en compétition afin de gagner le respect de son père. Ses compétences à l'épée sont nettement supérieures à celles de son père, qui subit par ailleurs ses nombreuses farces.
2. Silver Rat : Plus petite machine de la série F-Zero et très légère (880 kg), elle dispose d'une capacité de boost exceptionnelle. Cependant l'adhérence à la piste est très mauvaise et la maniabilité hasardeuse, de plus vu sa fragilité du fait de son poids ainsi que de sa vitesse de pointe très faible, tout contact avec une autre machine risque d'entraîner sa destruction et donc une perte de la course. Une machine pour pilotes avertis.
3. À propos de Daigoroh :

- Il excelle en sport, mais est très mauvais en mathématiques.
- Malgré son caractère très turbulent, il a un grand respect pour son père et se vante de lui comme étant le plus grand voleur de tous les temps.
- Son objet le plus précieux est une figurine en plastique inspirée de son père.

### Spade
1. Histoire : Un magicien dont personne, ni même ses proches, ne connaissent sa véritable identité. Il a décidé de consacrer sa vie au divertissement des autres en entrant dans un cirque. Il prétend avoir été placé dans un globe terrestre à sa naissance et de ce fait, personne ne sait s'il est réellement humain ou pas. Son style de conduite est très étrange et inhabituel mais très risqué ! Étonnement, qu'il gagne ou qu'il perde une course, il s'en fiche à moitié...!
2. Magic Seagull : Cette machine a été construite par Spade et ses amis sur leur temps libre et reste la seule ou il n'est pas possible de regarder à l'intérieur, ni de voir le pilote dans le cockpit lors des courses. Sa forme très particulière lui permet d'avoir une vitesse de pointe importante et elle est dotée d'un boost puissant ainsi que d'une carrosserie très résistante. Cependant son adhérence et sa maniabilité sont catastrophiques et son importante largeur la rend vulnérable aux chocs des autres machines lors des courses. Elle a des performances cependant très honnêtes, à condition d'être prudent à l'utilisation.
3. À propos de Spade :

- Sa participation au Grand Prix F-Zero n'a que pour but de sauver son cirque qui est en faillite.
- Le globe au niveau de son abdomen est en fait son cœur.

### Princia
1. Histoire : De son nom complet Princia Ramode, elle est la princesse du royaume désertique sur la planète Magica et s'enfuit très souvent de son palais avec ses serviteurs afin de rompre sa vie monotone.  Très capricieuse, elle a exigé de participer aux courses F-Zero lors d'un voyage sur terre pour l'aventure et les sensations fortes, ses serviteurs n'ont alors eu d'autres choix que de lui construire une machine spécialement conçue pour elle.
2. Spark Moon : Bien que cette machine possède les mêmes statistiques que le Blue Falcon, elle se comporte bien différemment. Son accélération et sa vitesse de pointe sont très correctes mais son adhérence est quasi inexistante et sa tenue de route affreuse, ce qui fait qu'elle part en virage très facilement. Elle est donc parfaite pour les circuits comportant des virages successifs et rapides mais à éviter sur les autres.
3. À propos de Princia :

- Elle ne se considère pas comme un bon pilote.
- Sa curiosité la conduit souvent dans des situations risquées, voir dangereuses.

### Lily
Ce petit bout de femme teigneuse et d'une beauté flamboyante a pour but dans les courses de défendre l'honneur des femmes au volant ; titre qu'elle peut se donner car c'est l'un des 10 meilleurs pilotes de tout F-Zero.
Elle pilote le Bunny Flash qui est en fait un véhicule de guerre de toute dernière génération.
Il est équipé de missiles inutilisables pendant la course et d'une encombrante armure.
Contrairement à ce qu'on pourrait penser, le Bunny Flash est très maniable, et dispose d'un boost suffisant pour finir la course entier.

### PJ
1. Histoire : PJ est un extraterrestre travaillant pour une société de taxis interplanétaires, Galaxy Cab. Après avoir demandé une augmentation, PJ a été renvoyé par son patron. Ce qui s'avéra d'abord être un coup dur fut en fait une libération, car PJ rêvait depuis toujours de participer aux courses de F-Zero. Il décide donc de modifier son taxi pour faire un bolide, et s'inscrit dans la compétition. Bien que bon pilote, il lui faudra oublier ses vieux réflexes de chauffeur de taxi pour se faire une place et un nom dans l'univers impitoyable des courses.
2. Groovy Taxi : Une machine fort amusante, qui en a sous le capot ! Solide, fiable, avec une vitesse de croisière assez bonne, le Groovy Taxi manque en revanche sérieusement de nervosité. Idéal pour la conduite pépère, moins quand il faut mettre le turbo !
3. À propos de PJ :

- PJ et son Groovy Taxi sont clairement des clins d'œil de Sega (à qui Nintendo avait confié le développement de F-Zero AX et F-Zero GX) à l'une de ses autres productions, Crazy Taxi.
- PJ est assis sur le fauteuil gauche de son taxi, ce qui indique qu'il conduit normalement sur la droite de la piste.
- PJ a gardé son costume de chauffeur de taxi de Galaxy Cab, et n'a pas encore enlevé l'enseigne de son ancien employeur du toit de son taxi. Certains pensent en fait que Galaxy Cab a réembauché PJ depuis qu'il participe aux courses.
- PJ n'a toujours pas enlevé le compteur de son taxi et s'amuse régulièrement à calculer la valeur de chaque course.

### QQQ
1. Histoire : Ce robot fut retrouvé dans une décharge prêt pour la casse par Phoenix qui en a rapidement fait son partenaire après l'avoir totalement réparé. Tout comme ce dernier, il provient du futur mais il a malheureusement perdu la mémoire. Il a en fait été importé du futur par Phoenix car il peut voyager dans le temps, malheureusement sa mémoire l'empêche d'utiliser sa fonctionnalité, son objectif est donc de la retrouver afin de pouvoir retourner dans le futur.
2. Rolling Turtle : Fabriquée à partir d'un vieux satellite militaire mis au rebut, elle est la seule machine où on voit son pilote hors du cockpit et est utilisée initialement aux fins d'assister les missions de Phoenix. Son origine militaire explique sa très grande résistance, malgré un poids très léger (999 kg) et un boost très moyen. Une machine idéale pour les débutants, mais elle n'est malheureusement pas disponible de base ...
3. À propos de QQQ :

- Il est de base un robot conçu pour la détection et l'élimination des mines terrestres.
- Il aide Phoenix dans la plupart de ses missions.
- Son nom se prononce en fait "Q3" comme indiqué sur son plastron.

### Phoenix
1. Histoire : Phoenix est un policier de l'espace traquant les criminels connus pour s'échapper en voyageant dans le temps et provoquer des dommages irréversibles, il est venu du futur pour annoncer qu'un grave évènement anéantirait l'humanité pendant le Grand Prix F-Zero. Afin de sauver le monde et pour permettre à son partenaire QQQ de réussir sa quête, il participe au Grand Prix.
2. Rainbow Phoenix : Une des meilleures machines de la compétition et très similaire au Blue Falcon dans sa conception. Elle bénéficie donc des mêmes avantages et inconvénients : facile à contrôler, très bonne adhérence et résistance, mais boost moyen. Parfaitement équilibrée, elle conviendra la aussi aux débutants bien qu'elle n'est pas disponible de base, à l'instar de QQQ. Les ailes s'agrandissent quand le boost est utilisé.
3. À propos de Phoenix :

- Il est également un excellent mécanicien puisqu'il a conçu sa propre machine et a réparé le robot QQQ trouvé dans une décharge, qui est depuis son partenaire l'accompagnant dans ses missions.
- Cette dernière, conçue pour voyager dans le temps, venue elle aussi du futur et dotée d'une technologie inconnue lors du Grand Prix F-Zero, a vu sa puissance réduite par son pilote afin de ne pas prendre un avantage certain sur ses adversaires.
- Il ne cache pas venir du futur et avoir une mission, mais il ne peut pas en révéler les détails afin de ne pas compromettre l'avenir.

## Pilotes apparus dansF-Zero: GP Legend

### Rick Wheeler
1. Histoire : Rick est un détective du XXIe siècle, mort lors d'une poursuite avec le criminel Zoda. Il a été congelé et ressuscité deux siècles plus tard pour stopper son ennemi, toujours en vie. Rick s'est rapidement adapté à son nouveau monde, et est de nouveau policier. Afin de capturer Zoda, il s'inscrit dans la compétition F-Zero. (ATTENTION: l'histoire de Rick est totalement fictive, puisqu'il s'agit de l'histoire de Rick dans F-Zero: Falcon Densetsu. L'histoire ne dit donc pas si Zoda est en fait un dangereux criminel ressuscité tel que l'a imaginé Nintendo. De plus, les relations entre personnages dans la série n'ont en réalité pas grand chose à voir avec leur vraie personnalité (exemples: relations entre Zoda et Black Shadow, ou Octoman et Bio Rex).
2. Dragon Bird : Bien que lourd, ce bolide est certainement le meilleur de F-Zero: GP Legend. Très rapide, nerveux, maniable, le Dragon Bird n'a que des qualités !
3. À propos de Rick Wheeler

- Rick est le héros de la série animée F-Zero: Falcon Densetsu. Dans F-Zero: GP Legend, il est le personnage principal, disponible dès le lancement du jeu en compagnie des 4 pilotes d'origine de F-Zero.
- Au Japon, il se nomme Ryu Suzaku.
- À la fin de l'animé, Rick prend la place de Captain Falcon et devient le nouveau Captain Falcon. Cette version alternative de Rick est disponible dans F-Zero: Climax en finissant toutes les coupes. Il pilote le Blue Falcon PT, un bolide identique au Blue Falcon original mais disposant d'un meilleur boost.

### Lisa Brilliant
L'ex-femme de Samouraï Goroh, devenue amnésique, ne reconnait plus ce dernier.
• Elle pilote le Panzer Emerald, un vaisseau lourd.

### Lucy Liberty
Son vaisseau, l'Elegance Liberty est léger, équilibré et facile à prendre en main.
Ses performances sont comparables à celles du Blue Falcon, en mieux.

### Misaki Haruka
Misaki Haruka est le bras droit féminin de Black Shadow, que d'ailleurs tout le monde croyait morte, assassinée par Zoda.
Son vaisseau, le "Moon Shadow", a les mêmes performances que le Blue Falcon, mais un peu plus léger.
Dans la série animée F-Zero: Falcon Densetsu, Misaki était la petite amie de Ryu Suzaku (Rick Wheeler) ; elle a été ressuscitée par Black Shadow et est amnésique.

## Pilotes apparus dansF-Zero: Climax

### Clank Hughes
Clank Hughes est un pilote F-Zéro. Il est très jeune et a été entrainé par Captain Falcon et Rick Wheeler ! Il est très énergique et est très doué en technologie !
• Son vaisseau Le " Dragon Bird EX " est étonnant car c'est Clank et un robot de sa création qui le conduisent.
Par ailleurs, il est révélé dans l'animé que Clank est le fils de Roy Hughes, le meilleur ami de Falcon qui s'est sacrifié en détruisant une base de Dark Million alors qu'il était agent infiltré. Il saura plus tard que Falcon est en réalité Bart et que Mighty Gazelle n'est autre que son père dont le cerveau a été transplanté dans un robot.

### Dark Soldier
Dark Soldier ne dispose d'aucun renseignement sur lui !
• Son vaisseau le " Soldier Anchor " est lui aussi inconnu !

### Berserker
1. Histoire : On ne sait rien de ce personnage mystérieux, dont le visage est dissimulé sous sa capuche.
2. Red Bull : Un bolide très lourd, presque autant que le Black Bull de Black Shadow, mais qui dispose de performances techniques impressionnantes. Très rapide, il est également plutôt maniable et nerveux pour un engin de la catégorie lourd.
3. À propos de Berserker :

- Il est un personnage secret de F-Zero: Climax, disponible après avoir fini toutes les coupes en Master.
- Berserker est en réalité Captain Falcon, puisqu'il est disponible comme version alternative du pilote légendaire et qu'il révélera qu'il s'est fait passer pour mort afin d'infiltrer Dark Million. En tout état de cause, ce personnage n'est présent que dans la trame scénaristique de l'animé F-Zero Falcon Densetsu.